# Antonio Tobias
Antonio Realubin Tobias (ur. 13 czerwca 1941 w Ilocos Norte) – filipiński duchowny rzymskokatolicki, w latach 2003–2019 biskup Novaliches.

## Życiorys
Święcenia kapłańskie przyjął 21 czerwca 1965 i został inkardynowany do archidiecezji manilskiej. Po święceniach został sędzią sądu metropolitalnego. W latach 1970–1982 był także wykładowcą niższego seminarium archidiecezjalnego.
3 listopada 1982 został mianowany biskupem pomocniczym archidiecezji Zamboanga ze stolicą tytularną Tipasa in Numidia. Sakry biskupiej udzielił mu 25 stycznia 1983 w manilskiej archikatedrze abp Bruno Torpigliani.
14 września 1984 papież Jan Paweł II mianował go biskupem Pagadian, a następnie powierzył mu urząd biskupa diecezjalnego w San Fernando de La Union (28 maja 1993) oraz w Novaliches (25 listopada 2003).
6 czerwca 2019 przeszedł na emeryturę.